# Ольджиканский заказник
Ольджиканский заказник — государственный природный заказник федерального значения в Хабаровском крае.

## История
Ольджиканский заказник был создан 6 января 1988 года. Его целью является сохранение и восстановление редких видов животных и растений, занесенных в Красную книгу, а также охрана среды их обитания и мест произрастания.

## Расположение
Заказник располагается на территории района имени Полины Осипенко Хабаровского края. Площадь заказника составляет 159 750 га.

## Климат
В январе средняя температура — −28,4 °С, в июле — 17,9 °С. Среднегодовое количество осадков составляет 436,9 мм. Период вегетации длится 185 дней.

## Флора и фауна
На территории заказника произрастает более 170 видов растений. Фауна включает охотничьи виды животных, такие как соболь, ондатра, белка, лисица, медведь, рысь, норка, выдра, лось, северный олень, кабарга, косуля. Под охраной находятся редкие виды птиц: чёрный аист, дальневосточный аист, даурский журавль, орлан белоплечий, дикуша и другие. Выявлено 32 вида рыб. Широко распространены серебряный карась, амурская щука, амурский сом и чебак.